# Feira de Pedra-Sabão (Ouro Preto)
A Feira de Pedra-Sabão, conhecida popularmente como "Feirinha de Pedra Sabão", tendo oficialmente o nome de "Feira do Largo de Coimbra", é um tradicional ponto turístico de Ouro Preto, localizando-se em frente à Igreja de São Francisco de Assis, no Largo do Coimbra.
A feira conta com mais de 50 bancas de venda. Neste espaço são vendidos artesanatos, como tabuleiros de jogos, esculturas, relógios e vasos em pedra-sabão. Grande parte dos produtos é fabricada no distrito de Santa Rita, e alguns processos de acabamento, como a decoração, são feitos em Ouro Preto.

## História
De acordo com relatos históricos, o Largo do Coimbra abrigou o primeiro mercado municipal de Ouro Preto. Era uma estrutura de madeira e palha, posteriormente substituída por uma em alvenaria. Essa feira dataria de 1824, e teria sido demolida em 1930, sob o argumento que seu estilo não harmonizava com o barroco da cidade.
No lugar foi instalado um mirante para a cidade. Já há relatos de artistas que vendiam suas obras de pedra sabão, para os turistas, no lugar, desde de 1973. Todavia, apenas em 1995 que a feira de pedra sabão foi criada, a partir da Associação de Expositores do Largo do Coimbra, oficializada em 1999. Em 2016, a Feirinha de Pedra Sabão recebeu o título de utilidade pública do município.